# 席勒-祖基盆地
席勒-祖基盆地或席勒-祖基乌斯盆地（Schiller-Zucchius Basin）是位于月球正面一座前酒海纪的撞击盆地，它取名自东北边缘绵长的席勒环形山和靠近西南边缘年轻的祖基环形山，该盆地有时也被观月者非正式地称作席勒环形平原。
该盆地有一圈清晰但已被侵蚀的外环和一部分内环。
盆地中心也存在一个质量瘤或高引力场，该质量瘤首次是由月球探勘者探测器上的多普勒雷达所发现。
该盆地内的包含的陨坑有塞格纳环形山和韦格尔陨石坑以及众多的卫星坑。坐落在盆地南部的是直径72公里贝蒂尼环形山、西北是更大的福西尼德环形山及纳史密斯环形山、而略小的罗斯特陨石坑和诺埃格拉特陨石坑则位于盆地的东、北二端。

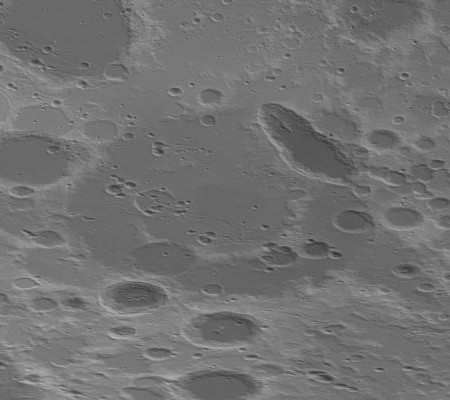
地形图
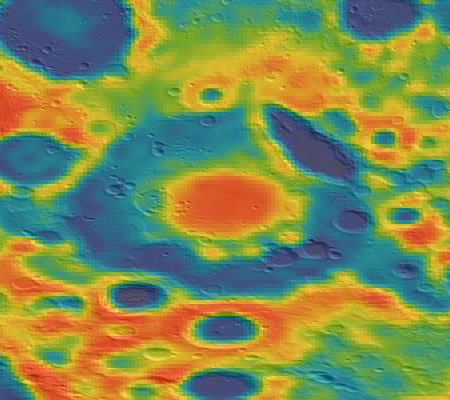
根据圣杯号探测数据绘制的引力图